# What Goes Around... Comes Around
"What Goes Around...Comes Around (Interlude)" (em inglês:  "O Que Vai... Volta"), também conhecido erroneamente como "What Comes Around... Goes Around", ou simplesmente como "What Goes Around...", é o terceiro single do cantor norte-americano Justin Timberlake em seu segundo álbum solo, FutureSex/LoveSounds. A canção foi lançada como single em 2006.

## Informações da canção
"What Goes Around..." é descrita pelos críticos como sendo a segunda versão de "Cry Me a River", devido à similaridade no tema, estrutura, e tom das duas canções. Ambas falam de uma imperdoável traição de um amor verdadeiro. Devido a essa discussão, Timberlake declarou que, ao contrário de "Cry Me a River", "What Goes Around..." não fala sobre sua ex-namorada Britney Spears. Independente disso, rumores populares sugerem que "What Goes Around..." é sobre a vida amorosa de um amigo de Timberlake, Trace Ayala, e seu relacionamento com Elisha Cuthbert.Também há rumores de que a canção fala sobre o relacionamento que os dois tiveram na série de TV 24.
A canção tem um interlude de dois minutos com outra canção, "Comes Around", com participação do produtor Timbaland. No começo da canção, há um solo de aproximadamente trinta segundos do instrumento do Oriente Médio oud. O ritmo muda depois para uma versão melhor da mesma melodia, com mais percussão. Considerando que em "What Goes Around" Timberlake lamenta como sua ex-namorada o magoou, "Comes Around" discute como o carma o surpreendeu com a forma de sua paixão, porque agora o novo namorado de sua ex está tratando-a da mesma forma como ela tratou Timberlake na primeira parte da canção.
A canção foi reconhecida em sua maior parte de forma positiva. A revista Billboard elogiou o single, dizendo que foi superior aos outros dois ("SexyBack" e "My Love") do mesmo álbum, FutureSex/LoveSounds. O crítico da revista, Chuck Taylor, afirmou: "Podemos dizer que o single 'Cry Me a River – Parte 2' está entre os melhores singles elogiados e que já publicamos,  determinada a qualidade disponível de uma pequena parte do lançamento." Ele também continuou afirmando que a canção poderia continuar na lista de preferências musicais de Timberlake: "Parece que é a terceira canção na lista de Timberlake." O revisor do site About.com, Bill Lamb, declarou que a canção "é uma das várias melodias pops deslumbrantes do ano." 
Com "What Goes Around...", Timberlake garantiu mais uma posição numa lista: ele ele tornou-se o primeiro artista desde Usher, em 2004, a ter três ou mais prêmios consecutivos por canções em um álbum.
Timberlake realizou a performance da canção no Grammy Awards de 2007. Além disso, no clipe dessa canção, a atriz Scarlett Johansson participou e atuou como a namorada que trai o próprio Timberlake e depois acaba sofrendo um acidente de carro.

## Desempenho nas paradas
| Paradas (2007)                               | Melhor posição |
| -------------------------------------------- | -------------- |
| Alemanha (Offizielle Deutsche Charts)        | 5              |
| Austrália (ARIA)                             | 3              |
| Áustria (Ö3 Austria Top 75)                  | 5              |
| Bélgica (Ultratop 50 de Flandres)            | 8              |
| Bélgica (Ultratop 50 da Valônia)             | 17             |
| Canadá (Canadian Hot 100)                    | 3              |
| Dinamarca (Hitlisten)                        | 3              |
| Eslováquia (Rádio Top 100)                   | 5              |
| Espanha (PROMUSICAE)                         | 1              |
| Estados Unidos (Billboard Hot 100)           | 1              |
| Estados Unidos (Billboard Mainstream Top 40) | 1              |
| Estados Unidos (Billboard R&B/Hip-Hop Songs) | 76             |
| Estados Unidos (Billboard Dance Club Songs)  | 17             |
| Europa (Billboard European Hot 100 Singles)  | 1              |
| Estados Unidos (Billboard Adult Top 40)      | 15             |
| Finlândia (Suomen virallinen lista)          | 3              |
| França (SNEP)                                | 5              |
| Hungria (Rádiós Top 40)                      | 5              |
| Hungria (Dance Top 40)                       | 39             |
| Irlanda (IRMA)                               | 6              |
| Itália (FIMI)                                | 11             |
| Nova Zelândia (Recorded Music NZ)            | 3              |
| Noruega (VG-lista)                           | 7              |
| Países Baixos (Dutch Top 40)                 | 6              |
| Países Baixos (Single Top 100)               | 13             |
| Reino Unido (UK Singles Chart)               | 4              |
| República Checa (Rádio Top 100)              | 10             |
| Suécia (Sverigetopplistan)                   | 5              |
| Suíça (Schweizer Hitparade)                  | 5              |
| Venezuela (Record Report)                    | 6              |